# Edmund Dene Morel
 (juillet 2013).
Si vous disposez d'ouvrages ou d'articles de référence ou si vous connaissez des sites web de qualité traitant du thème abordé ici, merci de compléter l'article en donnant les références utiles à sa vérifiabilité et en les liant à la section « Notes et références ».
Pour les articles homonymes, voir Edmund Morel et Morel.

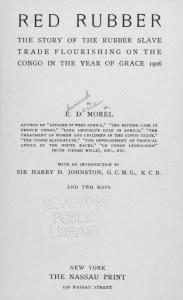
Frontspice de Red Rubber 1906

Edmund Dene Morel, né Georges Edmond Pierre Achille Morel Deville le 10 juillet 1873 à Paris et décédé le 12 novembre 1924 dans le Devon (Angleterre) est un écrivain, journaliste et homme politique britannique d'origine française, il est connu pour sa lutte contre les sévices infligés aux Congolais au temps de l'État indépendant du Congo en contribuant à mobiliser l'opinion publique européenne contre les massacres lorsqu'il travaillait pour une compagnie maritime dans le port d'Anvers. 

## Biographie
Embauché par la compagnie maritime Elder Dempster de Sir Alfred Jones qui assurait la liaison Anvers - Boma, il fut rapidement en contact avec l'Afrique occidentale. Féru de cette région du monde et défenseur, dans un premier temps de l'œuvre du roi Léopold II, il fut interpellé par la situation humanitaire de l'État indépendant du Congo (EIC). Mis au courant par plusieurs missionnaires protestants (le Suédois Sjöblom, les Américains Morrisson et Sheppard et le Britannique Henry Guinness) et par les activités d'Henry R. Fox Bourne et de Charles Dilke de l'Aborigines’ Protection Society, qui devint une alliée de Morel, il se lança dans une campagne de dénonciation des exactions commises au Congo. 
L'EIC n'était nullement un État « civilisateur » et « philanthrope » comme il le prétendait, mais une vaste entreprise privée qui réduisait en esclavage le peuple congolais à des fins économiques. En effet, le roi avait notamment profité de l'expansion de l'industrie automobile pour rentabiliser sa colonie en faisant travailler les Africains qui se voyaient rudement traiter s'ils n'apportaient pas des quantités suffisantes de caoutchouc (mains coupées, enlèvement de femmes, etc.) Ces exactions ont plus que décimé le pays. Allant jusqu'à affirmer qu'entre 1885 et 1908, le Congo avait perdu 50 % de sa population, il voyait comme cause unique de cette situation déplorable, les activités du roi. De plus, Morel critiquait l'EIC qui faisait fi des clauses prévues dans l'Acte de Berlin (26 février 1885) qui prévoyait notamment la liberté de commerce dans le bassin du Congo. En outre, la nature même de l'EIC, un État créé de toutes pièces, dirigé par un seul homme, sans la moindre possibilité de contrôle, était insupportable à Morel.
Concrètement, notre homme lança l'une des plus importantes campagnes de sensibilisation qu'ait connu l'Angleterre au début du XXe siècle. Il fonda le West African Mail, un journal qui se consacrait de près à la question congolaise, puis, à l'instigation de Sir Roger Casement, la Congo Reform Association le 23 mars 1904. Cette association affirmait avoir pour unique but de faire la lumière sur l'affaire congolaise et de pouvoir réparer les maux infligés aux races autochtones du Congo, c'est-à-dire d'entreprendre des réformes politiques dans cette région du monde, de faire cesser les atrocités et de rétablir la liberté de commerce. Elle établit ses activités dans de nombreuses régions d'Angleterre et était également florissante à l’étranger : en France, en Allemagne et surtout aux États-Unis. Certaines personnalités belges de l'époque furent en contact avec Morel comme Félicien Cattier de l'Université libre de Bruxelles ou le socialiste Émile Vandervelde. Morel eut une activité considérable s'adressant à quelques milliers de personnes lors de meetings, mais ses moyens de pression les plus importants résidaient dans ses activités de journaliste, dans sa participation au West African Mail ou à des journaux comme le Pall Mall Gazette, le Speaker, etc., et à ses activités d'écrivain. Il est l’auteur de plusieurs ouvrages dont King Leopold's Rule in Africa, 1904, Red Rubber, the story of rubber slave trade flourishing on the Congo in the year of Grace 1907 (Le florissant commerce des esclaves du caoutchouc au Congo en l'an de grâce 1907), 1907). Il parvint ainsi à créer un mouvement mobilisant l'Angleterre entière toutes tendances politiques ou confessionnelles confondues (mis à part les catholiques). Des auteurs comme Sir Arthur Conan Doyle ou l'Américain Mark Twain participèrent activement à la campagne.
D'abord distant vis-à-vis de la question, le gouvernement britannique s'intéressa davantage à celle-ci, en particulier le secrétaire du Foreign Office, Sir Edward Grey. Ce dernier, privilégiant une reprise du Congo par la Belgique, fut suivi par Morel qui se distança de Grey par la suite affirmant qu’une annexion ne changerait en rien la situation du pays dans la mesure où les entrepreneurs criminels de l'EIC deviendraient des fonctionnaires belges. Néanmoins, privilégiant cette solution à la crise, le gouvernement britannique fit pression sur l'EIC ; mais le roi Léopold II refusait de céder aux pressions. Longtemps hésitant face à la question, le gouvernement américain du président Theodore Roosevelt se joignit finalement aux Britanniques faisant céder le souverain de l'EIC. En 1908, le Congo devint alors une colonie belge. Les activités du gouvernement britannique décrurent et la Congo Reform Association fut dissoute en 1913, mais pas le désaccord de Morel vis-à-vis de cette entreprise coloniale qui demeurait. Néanmoins, quelques années avant son décès, il reconnut le bien-fondé des réformes entreprises par la Belgique se disant confiant en l'avenir du Congo. 
Edmund Dene Morel s'intéressa aussi à la question marocaine et visita le Nigeria. Il est aussi célèbre pour ses positions pacifistes durant la Première Guerre mondiale en devenant cofondateur de l’Union of the Democratic Control (UDC) et son opposition à la participation de la Grande-Bretagne au conflit. Après avoir été porté aux nues, il fut haï pour ses positions politiques et même jeté en prison pour avoir tenté de violer la loi qui interdisait d'envoyer sans autorisation des imprimés en pays neutres. 
En 1912, il est sélectionné par le Parti libéral comme candidat pour la Chambre des communes pour Birkenhead. En avril 1918, il rejoint le Parti travailliste indépendant. Il devint membre travailliste du Parlement britannique en 1922. Ramsay MacDonald et les cofondateurs de l'UDC le proposèrent comme candidat au prix Nobel de la paix.
À travers toute la période coloniale, Morel a été abondamment critiqué par une majorité de Belges. Il a été vu tour à tour comme le propagandiste d'une campagne intéressée, apportant aux Britanniques le prétexte d'une annexion du Congo, puis des intérêts commerciaux britanniques, enfin des intérêts allemands en Afrique centrale. La personnalité de Morel a fait, et continue à faire, couler beaucoup d'encre en Belgique et à l'étranger à travers de nombreux ouvrages. Ceux-ci insistent notamment sur le fait que Morel était un ex-employé d'une grande compagnie de transport de Liverpool - en oubliant de préciser qu'elle transportait le caoutchouc du roi Léopold II - et qu'il publia ses articles, brochures, pamphlets et de très nombreux livres contre l'EIC avec l'aide de commerçants de Liverpool souhaitant la fin du monopole de Léopold II sur le pays, dont le millionnaire du chocolat William Cadbury.

## Œuvres écrites
- The Congo Slave State (Le Congo réduit à l’esclavage), Liverpool, 1903
- Red Rubber (Le caoutchouc rouge), Londres, 1906
- Morocco in Diplomacy (Le Maroc et la diplomatie), Londres, 1912
- Pre-War Diplomacy (Diplomatie d’avant-guerre), Londres, 1919

## Autres
- Le film de Peter Bate, White King, Red Rubber, Black Death, 2004.
- Jules Marchal, diplomate belge et auteur sur l'exploitation coloniale.